# Ничего страшного
«Ничего страшного» — короткометражный художественный фильм режиссёра Ульяны Шилкиной, снятый в 2000 году по рассказу Виктора Пелевина «Синий фонарь».

## Сюжет
В пионерском лагере после отбоя мальчики рассказывают друг другу перед сном страшные истории про мертвецов, да так заводят друг друга, что теряют чувство реальности и уже готовы поверить, что сами давно мертвы. Все их фантазии воспроизводятся на экране с помощью различных художественных приемов — игровое кино, кукольная мультипликация, рисованная мультипликация.
В достаточно раннем рассказе Виктора Пелевина, по мотивам которого снят фильм, уже чётко звучит основная тема автора: где грань между жизнью и смертью, между настоящим и иллюзорным, между человеком, который действительно жив, и мертвецом, который живым только прикидывается?

## В ролях
- Евгений Крайнов
- Владимир Филимошин
- Владислав Ремин
- Юрий Савченко
- Мирон Савин
- Стас Алексейченко
- Жанна Чирва
- Олег Ухов
- Наталья Аристова
- Андрей Мерзликин
- Олег Новиков

## Награды
- 2000 год:
  - Приз за режиссёрский дебют, приз Гильдии киноведов и кинокритиков России на VI кинофестивале «Литература и кино» (Гатчина)
  - Вторая премия в разделе игрового кино на конкурсе студенческих и дебютных работ «Св. Анна» (Москва)
  - Диплом кинофестиваля «Дебют-Кинотавр» (Москва)
  - Приз жюри конкурса дебютов на международном кинофестивале «Послание к человеку» (Санкт-Петербург)
  - Главный приз за режиссуру на международном кинофестивале студенческих фильмов (Благоевград / Болгария)
  - Победа в 3 номинациях на ХХ Международном фестивале ВГИКа
  - Приз лучший игровой дипломный фильм
  - Приз за лучшую работу художника
  - Диплом за анимацию
- 2001 год:
  - Премия «Канала+» в номинации «за творческий поиск» на международном кинофестивале короткометражного кино в Клермон-Ферране (Festival du court metrage (Clermont-Ferrand))